# Ronald Gläser

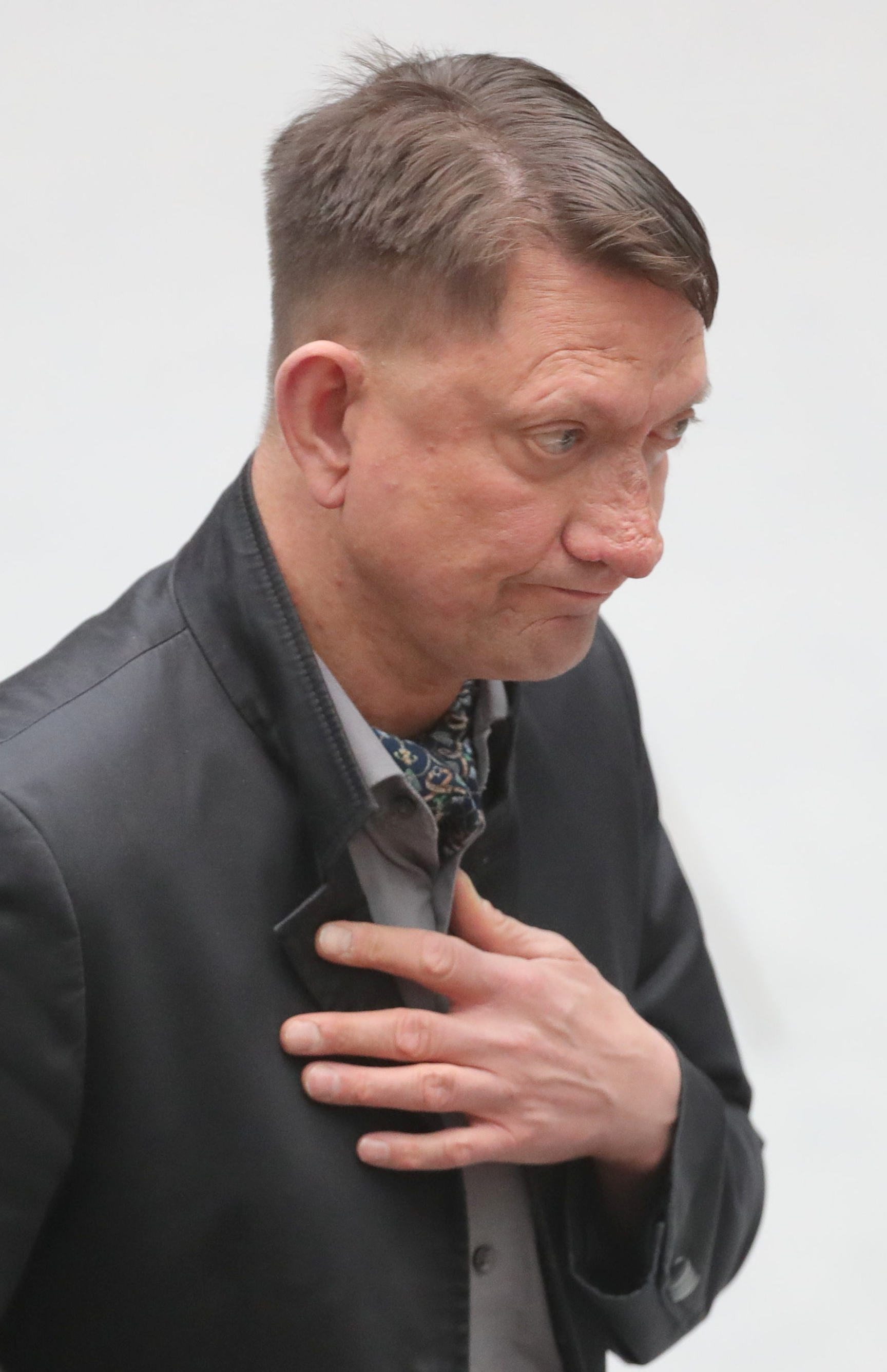
Ronald Gläser (2023)

Ronald Karl Gläser (* 16. Dezember 1973 in West-Berlin) ist ein deutscher Journalist und Politiker der Alternative für Deutschland (AfD). Er ist seit 1995 Autor der neu-rechten Wochenzeitung Junge Freiheit. Von 2016 bis 2025 war er Mitglied des Abgeordnetenhauses von Berlin. Dort war er von 2016 bis 2021 Stellvertretender Fraktionsvorsitzender und von 2021 bis 2025 parlamentarischer Geschäftsführer der AfD-Fraktion. Seit 2025 ist er Mitglied des Deutschen Bundestages.

## Leben
Nach dem Abitur 1993 am Canisius-Kolleg Berlin studierte Gläser Nordamerikastudien und Betriebswirtschaftslehre an der Freien Universität Berlin und schloss 2002 mit dem akademischen Grad Magister artium ab. Er ist seit 1995 als Journalist bei der neu-rechten Wochenzeitung Junge Freiheit tätig, zuletzt als Redakteur für das Ressort Medien und Mitarbeiter der Online-Redaktion. Des Weiteren ist er Stammautor des Monatsmagazins Eigentümlich frei.
Gläser ist mit einer Ukrainerin verheiratet und hat zwei Kinder.

## Politische Tätigkeit
Gläser war von 1991 bis 2007 Mitglied der FDP und Teil des nationalliberalen Flügels der Partei. Laut der Süddeutschen Zeitung gehörte er zu den Unterstützern Jürgen Möllemanns und wurde dem „Rechtsaußen-Flügel“ der Partei zugerechnet. Nach dem Tod Möllemanns 2003 mutmaßte Gläser, dieser könnte von einem „Geheimdienst eines kleinen Landes im Nahen Osten“ ermordet worden sein und bezog sich dabei auf den israelischen Geheimdienst Mossad.
Gläser trat 2013 in die Alternative für Deutschland (AfD) ein. Er ist Vorstandsmitglied des AfD-Bezirksverbands in Pankow sowie Beisitzer und Pressesprecher des Berliner Landesverbandes. Bei der Wahl zum Abgeordnetenhaus von Berlin 2016 wurde er über den Listenplatz 3 in das Abgeordnetenhaus gewählt. Er war Mitglied in den Ausschüssen für Kommunikationstechnologie und Datenschutz, für Verfassungsschutz und für Europa- und Bundesangelegenheiten, Medien.
Am 15. Oktober 2018 wurde Gläser mit den Stimmen aller Fraktionen außer der AfD als Vorsitzender des Datenschutzausschusses abgewählt. Nach einem Tötungsdelikt in Chemnitz, das in der Folge zu rechtsextremen Ausschreitungen führte, hatte er Ende August 2018 Teile eines geleakten Haftbefehls gegen einen damals tatverdächtigen Iraker über Twitter verbreitet und damit gegen § 353d Nr. 3 StGB verstoßen. Bei der Abgeordnetenhauswahl 2021 und der Wiederholungswahl 2023 konnte er seinen Sitz im Abgeordnetenhaus verteidigen. Er war Fachpolitischer Sprecher für Medien, Netzpolitik, Verfassungsschutz in der AfD-Fraktion. Er war von 2016 bis 2021 Stellvertretender Fraktionsvorsitzender und von 2021 bis 2025 parlamentarischer Geschäftsführer der Fraktion.
Bei der Bundestagswahl 2025 zog über die Landesliste der AfD Berlin in den Deutschen Bundestag ein. Im Zuge dessen legte er sein Abgeordnetenhausmandat nieder; für ihn rückte Frank Scheermesser ins Abgeordnetenhaus nach.

## Politische Positionen
In einer Kolumne für die Junge Freiheit bezeichnete Gläser 2010 den britischen Premierminister Winston Churchill als Kriegsverbrecher. Mit seiner Blindheit gegenüber den wahren Kriegszielen Stalins und seiner gegen Deutschland gerichteten Kriegspolitik habe er erheblich zu einem weitgehend zertrümmerten Europa mit fünfzig Millionen Toten und einer kommunistischen Herrschaft über Osteuropa beigetragen.
Im April 2019 wurde bekannt, dass Gläser bereits 2017 in einem Whatsapp-Gruppen-Chat – initiiert von Stephan Wirtensohn, AfD-Fraktionsvorsitzendem in der Bezirksverordnetenversammlung (BVV) von Pankow – waffenverherrlichende Äußerungen getätigt hatte.